# 1772 en France
Chronologie de la France
- 1768
- 1769
- 1770
- 1771
- 1772
- 1773
- 1774
- 1775
- 1776

Cette page concerne l’année 1772 du calendrier grégorien.

## Événements
- 16 janvier, île de France : départ de la deuxième mission d’exploration d’Yves de Kerguelen Tremarec[1].
- 6 février : le parlement Maupeou enregistre la déclaration sur la taille du 7 février 1768 dans sa version originale[2].
- 12 février : Yves de Kerguelen Tremarec découvre les îles Kerguelen[1].
- 24 mai : accords frontaliers entre la France et l’évêché de Liège (complétés le 9 décembre 1773)[3].
- 28 mai : le nombre des payeurs de rentes est porté de 74 à 30[4].
- 8 juin : tremblement de terre à Clansayes près de Pierrelatte. Début d’une série de secousses sismiques dans le Tricastin (fin en décembre 1773)[5].
- 16 et 30 juin : l’Assemblée générale extraordinaire du clergé accorde au roi don gratuit de 10 millions de livres[6].
- 4 juillet : baptême de Louis-Benoît Zamor, en l'église Notre-Dame de Versailles, enfant noir né au Bengale alors âgé d'environ dix ans, page de Madame du Barry[7].
- 29-30 décembre : incendie de l’Hôtel-Dieu de Paris[8].